# Septième croisade
Batailles
- Damiette
- Mansourah
- Fariskur

La septième croisade est la première des deux croisades entreprises sous la direction du roi Louis IX dit Saint Louis. Décidée par le roi en 1244, elle quitte le royaume de France en 1248 et aborde l’Égypte en 1249. Vaincue par les maladies, l’armée ne retrouve sa liberté qu’en 1250, et le roi de France passe les quatre années suivantes à mettre le royaume de Jérusalem en état de se défendre contre les Mamelouks. La croisade prend fin en 1254, avec le retour du roi en France après la mort de sa mère Blanche de Castille, qui assurait la régence du royaume pendant son absence.

## Contexte
En 1229, l’empereur Frédéric II, lors de la sixième croisade, avait réussi à obtenir le retour de la ville de Jérusalem au royaume de même nom après des négociations avec l’émir ayyoubide Al-Kâmil. Son départ rapide avait causé une guerre civile en Terre sainte, entre ses partisans et ses ennemis. Après l’élimination des partisans de l’empereur (1243), l’anarchie féodale prévaut en Palestine. À partir de 1241, des bandes de pillards musulmans, les Kwârizmiens, installés jusque-là dans la région d’Edesse et pillant les campagnes syriennes, tant chrétiennes que musulmanes, en sont chassés par les princes ayyoubides de Syrie. Ils sont réduits à piller la Mésopotamie où ils risquent d’être anéantis par les Mongols, lorsque l’émir ayyoubide d’Égypte, menacé par la coalition des Ayyoubides de Syrie, leur offre assistance. Regroupés au nombre de dix mille, ils continuent les pillages et prennent également les villes chrétiennes de Tibériade et de Jérusalem (23 août 1244), puis battent une coalition des armées syriennes, tant franques que musulmanes à la Forbie (17 octobre 1244).
Ayant appris ces nouvelles, le roi saint Louis, gravement malade à Pontoise, en décembre 1244, fait le vœu de partir en croisade s’il guérit. Contrairement aux précédentes croisades, cette septième croisade est exclusivement composée de nobles du royaume de France. D’ailleurs cette entreprise n’est pas vue d’un bon œil par d’autres membres de la chrétienté : l’islamophile Frédéric II envoie une ambassade secrète pour avertir le sultan d’Égypte, et la république de Venise, important partenaire commercial de l’Égypte, qui craint qu’un débarquement n’entraîne la rupture des contrats commerciaux.

## Déroulement

Itinéraire de la septième croisade (1248-1254).

### Embarquement à Aigues-Mortes et hivernage à Chypre
Dès 1247, Saint Louis envoie à Chypre une équipe de fournisseurs chargés d’organiser l’intendance et le ravitaillement de la future expédition. Afin de disposer d’un port situé sur le domaine royal, le Roi ordonne la construction du port d'Aigues-Mortes. C’est de ce port qu’il embarque le 25 août 1248, avec une grande partie de la noblesse française. La flotte débarque à Limassol le 17 septembre 1248 où elle est reçue par le roi Henri Ier et s’apprête à hiverner dans l’île. Cet hivernage va permettre aux chefs de la croisade de préparer leur stratégie en vue de cette expédition. Une précédente croisade, celle de Thibaut IV de Champagne en 1239, avait montré qu’il n’était pas envisageable de marcher directement sur Jérusalem, aussi les croisés décident de débarquer en Égypte pour y prendre des villes et les échanger contre Jérusalem.
L’époque est favorable pour les croisés. L’Empire ayyoubide de Saladin est divisé entre le sultan d’Égypte, l’émir de Damas et celui d’Alep, qui se font la guerre. Malik al-Salih Ayyoub, sultan d’Égypte assiège Alep, et les émirs syriens, cherchent à négocier l’alliance des croisés contre leur cousin. Mais le roi de France, très idéaliste et peu au fait de la politique d’Orient, ne veut pas s’allier à des musulmans et les éconduit.
Au printemps 1249, la ville de Saint-Jean-d'Acre, qui doit livrer les navires pour transporter l’armée en Égypte, est déchirée entre les Pisans et les Génois qui se livrent à des combats de rue. Le Roi doit intervenir pour négocier la paix. L’escadre arrive enfin à Limassol, mais peu après le départ pour l'Égypte, une tempête la disperse. Les premiers navires arrivent en vue de Damiette le 4 juin.

### La campagne en Égypte
Les huit mois d’hivernage à Chypre avaient permis au sultan Malik al-Salih Ayyoub de se préparer à l’invasion, mais il se trouve au mois de mai à Damas, ne sachant pas si le débarquement doit se faire en Égypte ou en Syrie. Gravement malade, il rentre en Égypte et confie l’armée à l’émir Fakhr al-Dîn Ibn al-Sheikh qu’il envoie à Damiette pour s’opposer au débarquement. Le 5 juin 1249, les croisés débarquent sous les charges successives des soldats musulmans, et réussissent à mettre le pied sur le rivage, puis à repousser l’armée ayyoubide. Plusieurs émirs sont tués et Fakhr al-Din décide d’abandonner la plage. Il se replie sur Damiette, mais n’ose pas y rester et se réfugie à Ashmûn-Tannâh, plus au sud. Pris de panique, les habitants de Damiette évacuent leur ville pour fuir dans le delta du Nil. Avec prudence car ils craignent un piège, le 6 juin, les croisés peuvent entrer dans Damiette, et s’en emparer.

#### L'occupation de Damiette

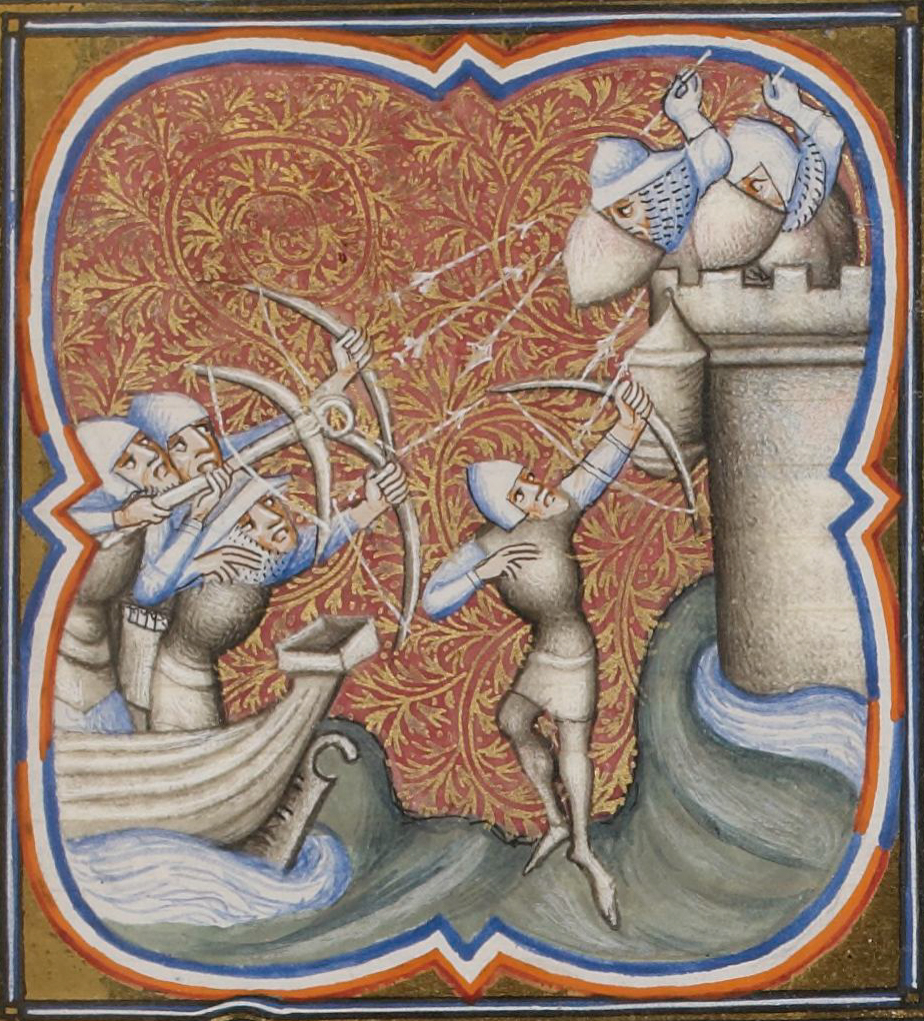
Arrivée de la flotte croisée à Damiette. Miniature du XIVe siècle.

L’armée se met alors à attendre l’arrivée du reste de la flotte, dispersée par la tempête. Lorsqu’elle est enfin réunie, il est trop tard pour marcher sur Mansourah et Le Caire. En effet, la crue du Nil a commencé et les croisés doivent attendre qu'elle se termine en octobre 1249. Ce délai laisse le temps aux Égyptiens de se ressaisir en pratiquant une guérilla contre les Francs. Alphonse de Poitiers et frère du roi, arrive le 24 octobre 1249, en même temps que la décrue du Nil. Le conseil du roi se met alors à choisir entre Alexandrie et Le Caire comme prochain objectif. Une majorité de nobles se prononcent pour Alexandrie, qui présente l’avantage d’être un port et de renforcer les liaisons avec l’Occident. Mais Robert Ier, comte d’Artois et autre frère du roi, les convainc de marcher sur le Caire et fait échouer les négociations avec le sultan qui propose d’échanger Damiette contre les villes d’Ascalon, de Jérusalem et de Tibériade.
Le sultan Malik al-Salih Ayyoub, au dernier stade de la maladie, meurt le 23 novembre 1249. Sa veuve, Shajar al-Durr, mère de l’héritier al-Mu’azzam Tûrân-shâh, prend le pouvoir et fait tenir secrète la nouvelle de sa mort, craignant que les Francs n’en profitent ou que les Mamelouks ne se révoltent.

#### Bataille de Mansourah

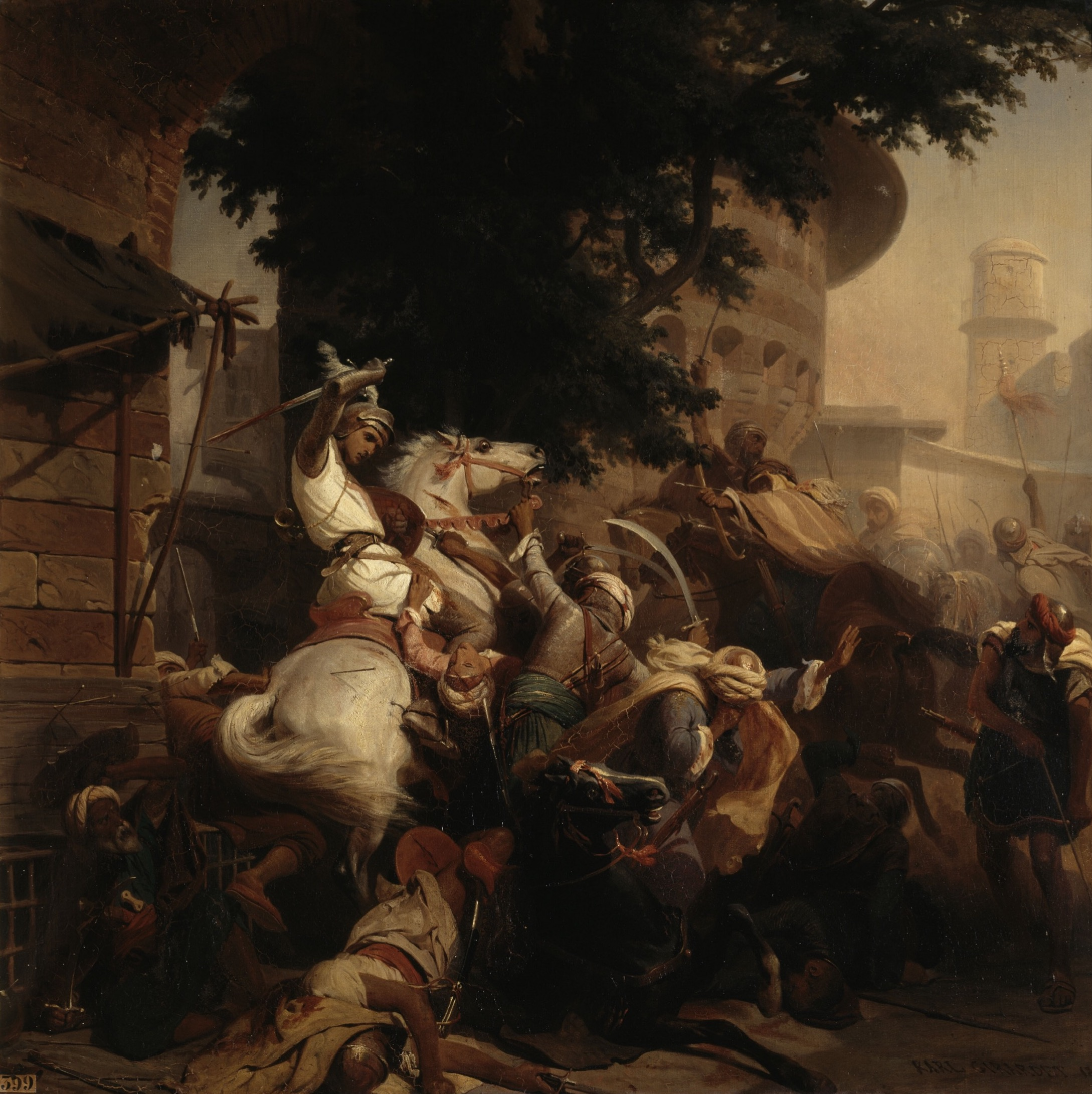
Gaucher de Châtillon défend seul l'entrée d'une rue dans le faubourg de Minieh, 1250 par Karl Girardet, 1844. Musée de l'Histoire de France, quatrième salle des Croisades.

Le delta oriental du Nil.

L’armée prend le chemin du Caire le 20 novembre 1249. L’émir Fakhr al-Dîn organise de nombreuses escarmouches pour harceler les croisés. Le 7 décembre 1249, six cents cavaliers musulmans attaquent les Francs entre Fâriskûr (en) et Sharimsâh. Ils sont repoussés, mais malgré l’interdiction de saint Louis de se lancer à la poursuite des soldats qui battent en retraite, les Templiers voulant venger l’un des leurs le font et tuent la moitié des assaillants. Le 21 décembre, l’armée arrive à proximité de Mansourahier  et installe un camp, régulièrement attaqué par les musulmans. Pour attaquer la ville, il faut franchir un bras du Nil, le Bahr al-Saghîr, mais Fakhr al-Dîn tient fermement l’autre rive. Ayant appris d’un déserteur bédouin l’existence d’un gué à Salamûn, quelques kilomètres en aval, saint Louis et son armée traversent le Bahr al-Saghîr le 8 février 1250. Le comte d’Artois est l’un des premiers à mettre le pied sur l’autre rive et, malgré les conseils de prudence des Templiers, se met à charger le camp musulman, suivi par les Templiers qui ne peuvent l’abandonner. Le camp est investi, Fakhr al-Dîn tué et l’armée en déroute. Mais, au lieu de faire acte de sagesse et d’attendre l’arrivée du reste de l’armée royale, Robert d’Artois se met en tête d’investir Mansourah. Il s’engage dans la ville et se rue vers la forteresse, toujours suivi des Templiers qui avaient tenté de le raisonner ; malheureusement pour eux, les musulmans s’étaient regroupés autour d’un chef mamelouk, un certain Baybars, qui organise la contre-attaque. Toute l’avant-garde est massacrée ce jour-là.
Les Mamelouks, ayant défait l’avant-garde, chargent maintenant l’armée croisée qui achève la traversée du gué. Le régiment d'arbalétriers, seul capable de s’opposer aux archers, et l’infanterie n’ont pas encore traversé la rivière qui est malgré tout profonde pour ses soldats à pied. Pour éviter l’anéantissement de sa cavalerie, saint Louis lui ordonne de charger les Mamelouks. Il reprend pour peu de temps l’avantage, mais subit de nouveau les assauts musulmans. Ce délai permet aux arbalétriers de jeter un pont de fortune, de franchir le gué, et de repousser la cavalerie mamelouk.
Saint Louis fait doubler le pont, et l’infanterie traverse à son tour le Bahr al-Saghîr. Le 11 février, l’armée musulmane attaque de nouveau l’armée franque et est repoussée après une bataille très rude. Mais le vent tourne pour les croisés. L'accumulation des morts entraîne des épidémies, et le nouveau sultan, Tûrân Châh, qui se trouvait en Mésopotamie à la mort de son père, arrive à Mansourah le 28 février et organise la défense. Il fait venir des bateaux qui repoussent la flotte croisée sur le Nil. En plus des épidémies, c'est la disette qui frappe l'armée croisée, et Louis IX se résout à battre en retraite le 5 avril.

#### Bataille de Fariskur
L’avant-garde de l’armée arrive à Fâriskûr, son arrière-garde est à Shâramsâh avec le roi, lequel est gravement malade et doit se réfugier dans une maison de la bourgade, défendue par Gaucher de Châtillon, lequel trouvera la mort à Munyat Abu Abdallah le 6 avril 1251. Les barons syriens, avec Philippe de Montfort à leur tête, décident de parlementer avec les chefs musulmans pour négocier l’échange de Damiette contre la vie sauve des soldats croisés, mais un sergent du nom de Marcel, circonvenu par des émirs, trahit : il se présente auprès des barons syriens comme un envoyé de saint Louis et les incite à se rendre au nom du roi (6 avril 1250). Embarrassé par le nombre de prisonniers, les musulmans massacrent les blessés, mais un accord est conclu entre Tûrân Châh et saint Louis, échangeant la vie sauve et la liberté de l’armée croisée contre Damiette et une rançon de 500 000 livres tournois.

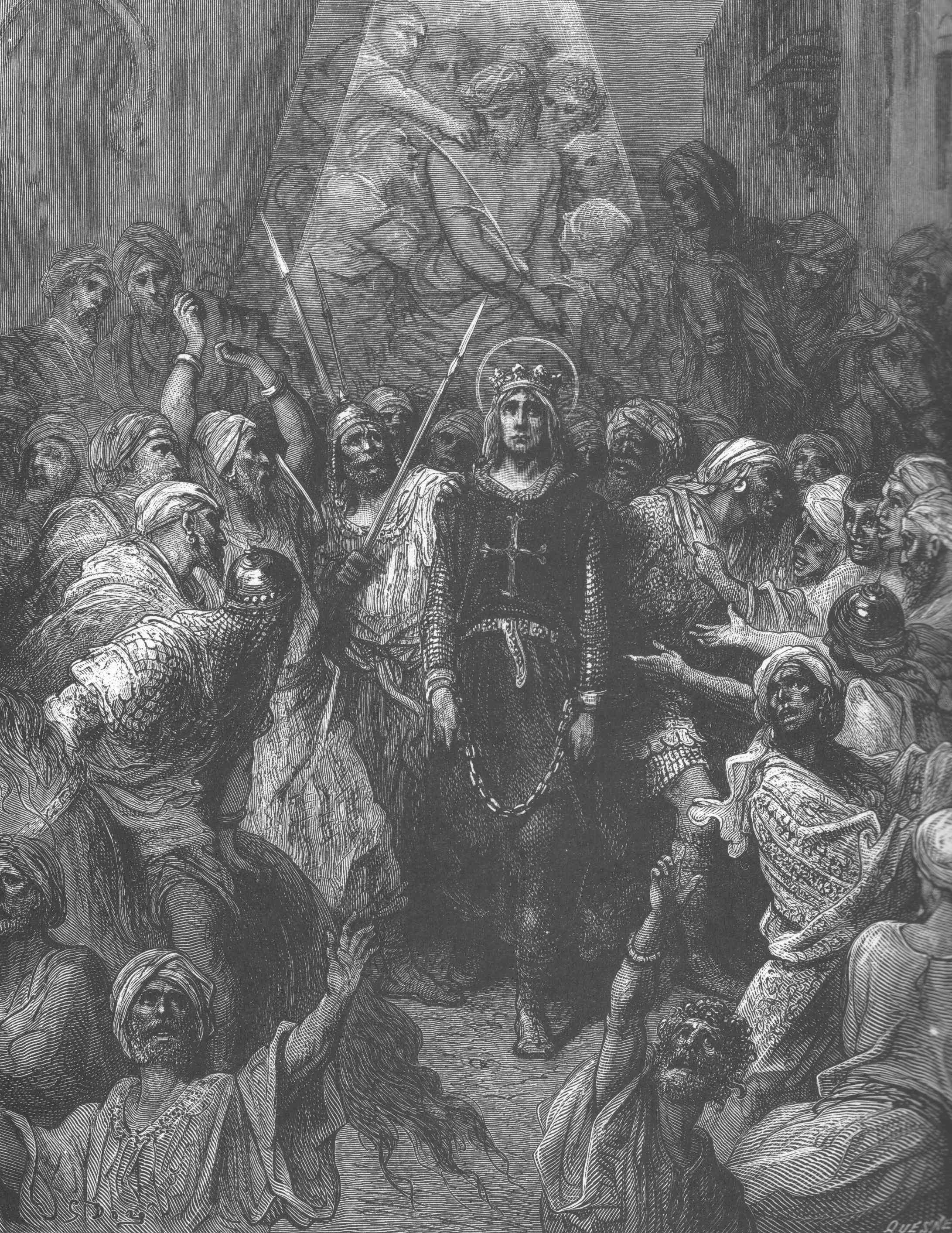
Louis IX fait prisonnier après la bataille de Fariskur (Gustave Doré).

C’est alors qu’un événement vient remettre en cause ces accords : le précédent sultan était peu apprécié de son peuple et de ses soldats mamelouks et son fils, peu connu, passe pour être incapable. La colère gronde et les officiers mamelouks tuent Tûrân Châh le 2 mai 1250 après l’avoir poursuivi toute la journée et prennent le pouvoir en Égypte. Après avoir hésité à égorger tous les prisonniers, les Mamelouks décident de reprendre à leur compte l’accord de libération des prisonniers. Cependant, et malgré la venue au monde de Jean Tristan, la reine Marguerite de Provence réussit à conserver Damiette (jusqu'au 6 mai 1250). Pour la rançon, Louis IX demande une avance aux Templiers, et devant le refus de ces derniers, doit envoyer le sénéchal de Joinville sur les nefs templières pour prendre l’argent de force. Libéré, saint Louis quitte l’Égypte le 8 mai et aborde à Saint-Jean-d'Acre le 13 mai.

### Louis IX en Terre sainte

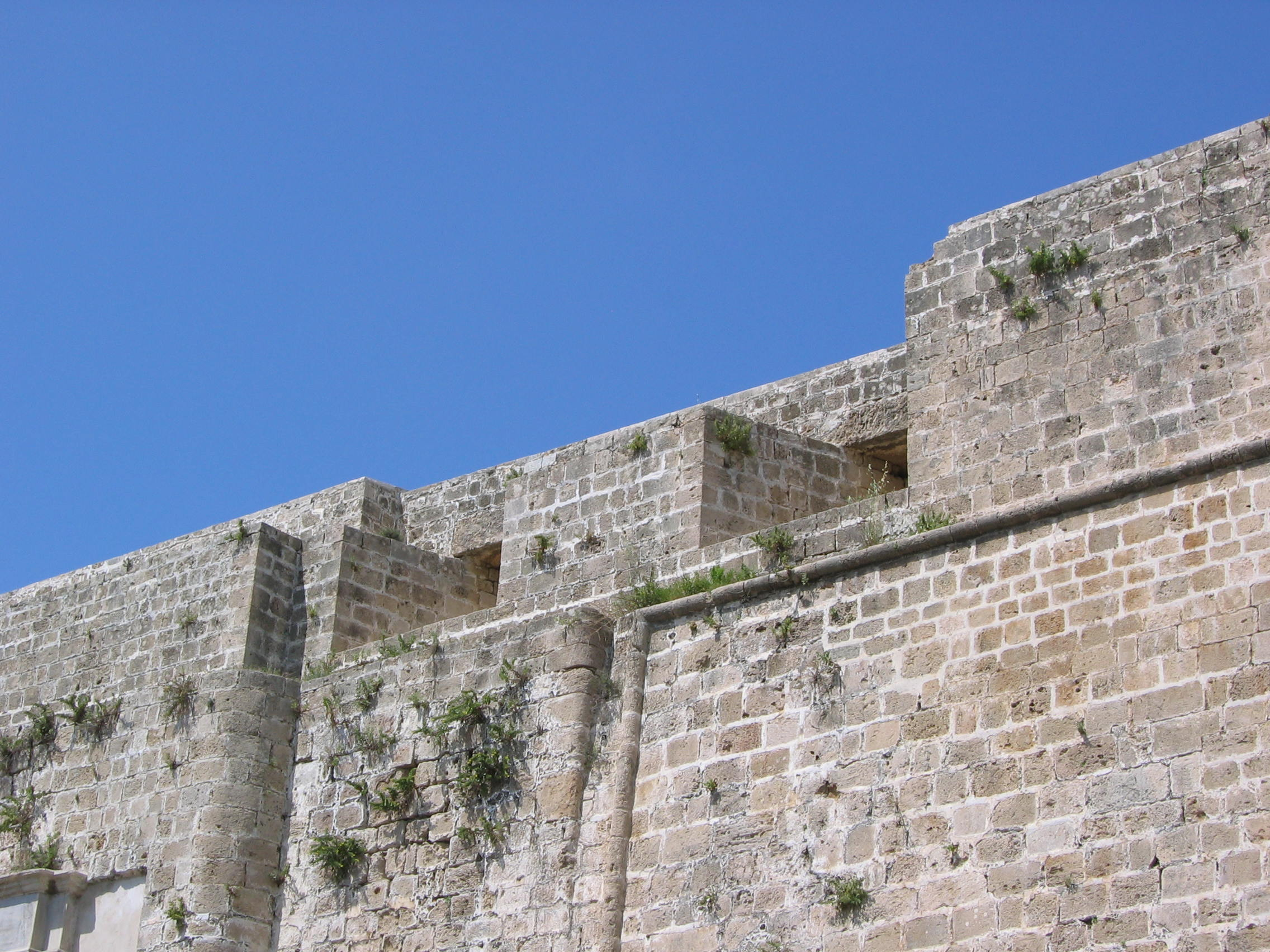
Fortifications d'Acre.

Malgré son échec, saint Louis est reçu allègrement par les chrétiens d’Orient surtout les maronites libanais qui viennent à Saint-Jean-d'Acre par milliers pour le saluer. Il est vrai qu’il se soucie du sort du royaume et ne compte pas rentrer en Europe aussitôt après avoir rempli l’obligation de combattre contre les musulmans. Sans sa présence, les chrétiens du Levant ne peuvent compter que sur la protection de leur roi Conrad II, fils de l’empereur Frédéric II, qui reste au loin en Germanie et qui est ouvertement islamophile et allié de l’Égypte. La présence de Louis IX représente un espoir non négligeable face aux Mamelouks, beaucoup plus fanatiques que leurs prédécesseurs ayyoubides.
Aussi, malgré la demande de la régente Blanche de Castille, qui souhaite revoir son fils et lui rendre les destinées du royaume de France, malgré le conseil de nombreux barons qui veulent rentrer, saint Louis décide d’entamer en Syrie un séjour qui va durer quatre ans. Bien que les droits à la couronne du royaume de Jérusalem soient détenus par les Hohenstaufen, saint Louis est considéré comme le souverain du royaume pendant son séjour.
Le royaume de Jérusalem se trouve momentanément en paix, car Al-Nasir Yusuf, émir ayyoubide d’Alep, n’acceptant pas la prise de pouvoir des Mamelouks en Égypte, s’empare de Damas qui rejette la domination mamelouk, puis de Gaza et revendique le sultanat d’Égypte. Il envahit l’Égypte, mais est battu à El’Abbâsa le 2 février 1251. Pour le roi Louis IX, la question se pose de savoir à qui s’allier. Les Ayyoubides lui envoient une ambassade qui se montre très intéressante, car avec Damas ils ont repris le contrôle de Jérusalem qu’il propose de céder, mais le roi ne peut pas conclure ouvertement une alliance, car les Mamelouks retiennent encore de nombreux prisonniers croisés qui pourraient alors être exécutés. La situation permet au roi d’envoyer un ultimatum à l’Égypte et d’obtenir la libération des prisonniers sur la simple promesse de ne pas s’allier aux Ayyoubides. Finalement, entre l’Ayyoubide qui tient Jérusalem et qui commence à faire preuve d’incapacité et les Mamelouks qui promettent la rétrocession de Jérusalem quand ils auraient reconquis l’émirat de Damas, Louis IX choisit de s’allier aux Mamelouks en mars 1252. Mais la guerre entre les Mamelouks et les Ayyoubides inquiète les dirigeants musulmans qui craignent un affaiblissement des leurs en Syrie face aux Francs, et Al-Musta'sim, calife de Bagdad, intervient et impose la paix entre les deux ennemis, réduisant à néant les espoirs de Louis IX de récupérer Jérusalem.
Mais l’œuvre de saint Louis en Terre sainte ne s’arrête pas à cette politique extérieure. Dès son arrivée, il décide de renforcer les défenses de ce qui reste du royaume de Jérusalem. Il renforce les fortifications de Jaffa, Saint-Jean-d'Acre, Césarée, Sidon. Ces actions montrent rapidement leur bien-fondé car peu après la paix entre les Mamelouks et les Ayyoubides, une troupe de Bédouins en garnison à Gaza pour le compte de l’émir de Damas évacuent la ville conformément aux traités et repartent vers le nord en passant à côté de Jaffa. Quelques escarmouches les opposent aux arbalétriers chrétiens, mais si le bourg n’avait pas été fortifié, il aurait probablement été pillé et saccagé, car ils pillèrent quelques villages avant d’assiéger en vain Saint-Jean-d'Acre, puis de piller la ville basse de Sidon dont les fortifications n’étaient pas achevées. En représailles, les chrétiens tentent de prendre Panéas, mais échouent.
Saint Louis doit cependant renforcer l’autorité royale dans un royaume qui a appris à se passer d’un roi depuis vingt ans et tente de mettre au pas les ordres militaires (Temple et Saint-Jean de l’Hospital) qui ne relèvent que du pape mais avaient tendance à se considérer comme quasiment indépendants. Il intervient également dans les affaires de la principauté d'Antioche et écarte Lucienne de Segni qui ne veut pas mettre fin à la régence. Il confirme Bohémond VI comme prince, et négocie un traité qui met fin à l'antagonisme entre la Petite-Arménie et Antioche.
Pour contrer la paix et l’alliance entre les Mamelouks et les Ayyoubides, il amorce un rapprochement avec les ismaëliens et envoie une ambassade auprès du khan mongol de Perse. Cette action n’aboutit pas, car Louis IX est déjà reparti en France au retour de l’ambassade, mais cette démarche est à la base de l’alliance entre les khans mongols, le royaume de Petite-Arménie et la principauté d’Antioche dans la décennie qui suit.

### Retour

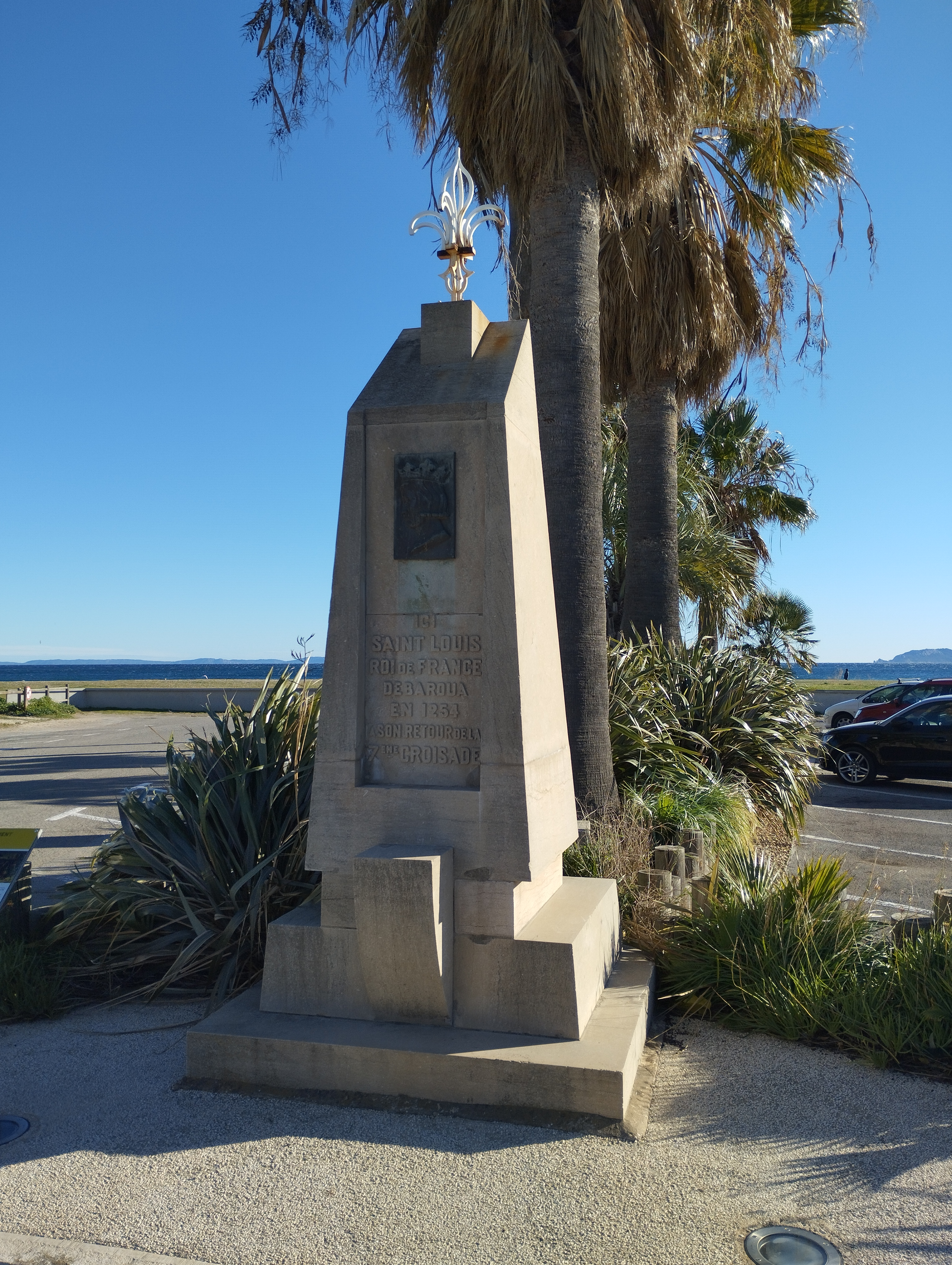
Mémorial débarquement Saint Louis à son retour en France, à L'Ayguade.

Sa mère Blanche de Castille, à qui Louis IX avait confié le royaume avant de partir en croisade, meurt le 27 novembre 1252. Il diffère pourtant son retour, le royaume en paix n'imposant pas sa présence immédiate. Il n'embarque à Saint-Jean-d'Acre que le 24 avril 1254, laissant derrière lui Geoffroy de Sargines, nommé sénéchal du royaume, assisté d’une centaine de chevaliers et d’une centaine de sergents, et débarque à Hyères en juillet 1254 sur la plage de L’Ayguade,.
De retour en France, préoccupé du sort des chevaliers blessés, en particulier les aveugles, il fonde à Paris un hôpital spécialisé : l’hôpital des Quinze-Vingts.

## Bilan de la croisade
Même si la septième croisade n’a pas atteint le résultat escompté, elle n’est pas sans conséquence pour les États latins d’Orient, ni sans importance. L’échec de la campagne d’Égypte est à imputer à l’inexpérience des croisés en matière de politique orientale. L’action de Saint Louis en Terre sainte a été déterminante pour la survie du royaume franc. Il a apporté une stabilité à ce royaume qui se passait de roi depuis vingt ans et était déchiré par l’anarchie féodale. Face au nouveau danger mamelouk, il a renforcé les défenses des places fortes chrétiennes et a amorcé une politique d’alliance, qui aurait pu porter ses fruits si elle avait été suivie.
Mais, bien qu’il ait laissé un représentant derrière lui après son départ, le royaume franc  retombe rapidement dans l’anarchie, et le conseil des barons est incapable de s’entendre pour négocier une alliance avec les Mongols, lors de leur invasion de 1260. L’anarchie sera telle que lors de l’extinction de la dynastie des Hohenstaufen, le nouveau roi Hugues III de Chypre ne parviendra pas à s’imposer dans le royaume.

### Les participants de la croisade
| - Robert Ier, comte d’Artois, frère du roi, mort en 1250 à Mansourah. - Alphonse, comte de Poitiers, frère du roi. - Charles Ier, comte d’Anjou, frère du roi. - Pierre Mauclerc, duc de Bretagne. - Jean, sire de Joinville, sénéchal de Champagne. - Raymond de Roquefeuil, comtor de Nant | - Gaucher de Châtillon, comte de Nevers, mort à Shâramsâh - Geoffroy de Sargines - Dreux V, sire de Mello. - Raoul V Le Flamenc. - Olivier de La Bourdonnaye - Foulques du Merle, mort à Mansourah. |